# Nagurus cristatus
Nagurus cristatus là một loài chân đều trong họ Trachelipodidae. Loài này được Dollfus miêu tả khoa học năm 1889.